# Clasteropycnis coumae
Clasteropycnis coumae är en svampart som beskrevs av Bat. & Cavalc. 1963. Clasteropycnis coumae ingår i släktet Clasteropycnis, divisionen sporsäcksvampar och riket svampar.   Inga underarter finns listade i Catalogue of Life.